# Astă seară se plânge la Doamna cu camelii
Astă seară se plânge la Doamna cu camelii este un film documentar românesc din 1986 scris și regizat de Cornel Cristian.